# スウィングトップ
スウィングトップ または スイングトップは衣類の一種で、ゴルフ用のジャンパーのこと。日本のアパレルメーカーが提案したスタイルで、日本語以外では通用しない和製英語の表現である。
日本のアパレルメーカーVANの石津謙介が、ゴルフのスウィングからとって命名した。よって「スウィングトップ」と呼べるのは厳密にはVANの製品（およびその類似製品）のみだが、広義にはハリントンジャケットを指す。
スウィングトップのデザインの特徴は次のようなもの。
- ラグラン袖で袖口はボタン留め
- ドッグイヤーカラー（英: dog ear collar）
- 逆玉縁ポケット
- 着丈が短く裾は切りっぱなしでサイドにシャーリング（英: shirring）
- 前閉じはジップアップ式
- 表地がコットン100%

## 参照
1. ↑  『服飾図鑑 改訂版』文化服装学院研究企画委員会、p.11
2. ↑  VAN SHOP 多治見
3. ↑  VAN SWING-TOP | 「昭和とVANと橘浩介」 Ameba Blog